# دختر کارخانه کبریت‌سازی
دختر کارخانه کبریت‌سازی (فنلاندی: Tulitikkutehtaan tyttö) فیلمی فنلاندی-سوئدی در سبک درام و کمدی به نویسندگی و کارگردانی آکی کائوریسماکی است که در سال ۱۹۹۰ منتشر شد. این فیلم آخرین بخش از سه‌گانه وی در مورد طبقه کارگر پس از سایه‌ها در بهشت و آریل بود.

## واکنش منتقدان
در اوت ۲۰۱۱، راجر ایبرت دختر کارخانه کبریت‌سازی را به فهرست فیلم‌های فوق‌العاده خود اضافه کرد. او اینگونه نوشت: «دیدنش هیپنوتیزم‌کننده بود. کمتر فیلمی تا این اندازه بی‌وقفه سرسخت است. آنچه آن را مسحورکننده‌تر می‌کرد، این بود که آهنگ فیلم در سطح یکسانی قرار داشت. آیریس منفعلانه یک سری تحقیرها، بی‌رحمی‌ها و طردشدگی‌ها را تحمل می‌کند.»